# Tilopa
Tilopa (Tibetaans: phyag rgya chen po; Sanskriet: Talika, 988-1069) was een boeddhistische yogi uit India.
Tilopa werd in een brahmin familie - volgens sommige bronnen zelfs een koninklijke familie - in India geboren, maar verliet op jonge leeftijd het gezin. Hij kreeg een visioen van een dakini dat hij het monnikenbestaan moest verlaten en als yogi in het geheim moest gaan oefenen. Tilopa ging in Bengalen wonen en produceerde olie uit sesamzaad. Tijdens een meditatie kreeg hij een visioen van Boeddha Vajradhara en volgens de legende werd de gehele mahamoedra-leer via een directe transmissie aan hem overgeleverd. Hierna trok hij als zwervend leraar door het land en gaf veel onderricht. Hij benoemde Naropa, zijn belangrijkste leerling, als zijn opvolger.